# Sinfin Moor
Sinfin Moor är en ort i distriktet Derby, i grevskapet Derbyshire, i England. Sinfin Moor var en civil parish 1858–1968 när blev den en del av Derby, Barrow upon Trent och Swarkestone. Civil parish hade 74 invånare år 1961.